# Tristan Aurouet
Pour les articles homonymes, voir Aurouet.
Tristan Aurouet (né en 1973) est un réalisateur et un scénariste français.

## Filmographie

### Cinéma

#### Longs métrages
- 2003 : Zéro un (segment Pourkoi... passkeu)
- 2004 : Narco
- 2011 : Mineurs 27
- 2015 : Les Gorilles
- 2019 : Selfie (segment 2,6/5)

#### Courts métrages
- 1996 : 2 minutes 36 de bonheur
- 2002 : Pourkoi... passkeu

### Télévision
- 2012 : Les Lascars (série télévisée)
- 2013 : Le Bureau des affaires sexistes (mini-série)

### Clips
- 1998 : That's My People de Suprême NTM
- 2020 : Concorde de Gregory Porter